# Erzurum (provinca)
Erzurum (zgodovinska imena: Arzen, Karin, Theodosiupolis ali Theodosiopolis med bizantinsko nadvlado) je provinca, ki se nahaja v vzhodni Anatoliji v Turčiji. Glavno mesto je Erzurum.
Obkrožajo jo province Kars in Ağrı na vzhodu, Muş in Bingöl na jugu, Erzincan in Bayburt na zahodu, Rize in Artvin na severu in Ardahan na severovzhodu. 

## Okrožja
- Aşkale
- Çat
- Erzurum
- Hınıs
- Horasan
- Ilıca
- İspir
- Karaçoban
- Karayazı
- Köprüköy
- Narman
- Oltu
- Olur
- Pasinler
- Pazaryolu
- Şenkaya
- Tekman
- Tortum
- Uzundere

Koordinati:   40°03′47″N, 41°34′01″E